# Arturo Mélida
Arturo Mélida y Alinari (Madrid, 24 de julio de 1849-15 de diciembre de 1902) fue un arquitecto, escultor, militar y pintor español, hermano del pintor Enrique Mélida y del arqueólogo José Ramón Mélida.

## Biografía
Arturo Mélida y Alinari nació el 24 de julio de 1849 en Madrid, hijo del jurisconsulto español Nicolás Mélida y Lizana y de Leonor Alinari y Adarve, hija de un artista florentino. El 7 de mayo de 1873 se casó con la murciana Carmen Labaig, con quien tuvo nueve hijos, entre ellos la novelista y biógrafa Julia Mélida.
En el año 1873 finaliza sus estudios de arquitectura en la Escuela Superior de Arquitectura de Madrid, donde llegó a ser catedrático de la asignatura de Modelado. Fue también un destacado pintor de numerosos palacetes de la villa de Madrid de la alta burguesía. 
Ingresó en la Real Academia de Bellas Artes de San Fernando en 1899, tres años antes de su muerte. Llegó a obtener la medalla de oro de la Academia francesa y la Gran Cruz de la Legión de Honor por su trabajo como arquitecto en el pabellón español de la Exposición Universal de París de 1889. Fue pionero del cartelismo español.
Falleció el 15 de diciembre de 1902.

## Obra

### Escultura

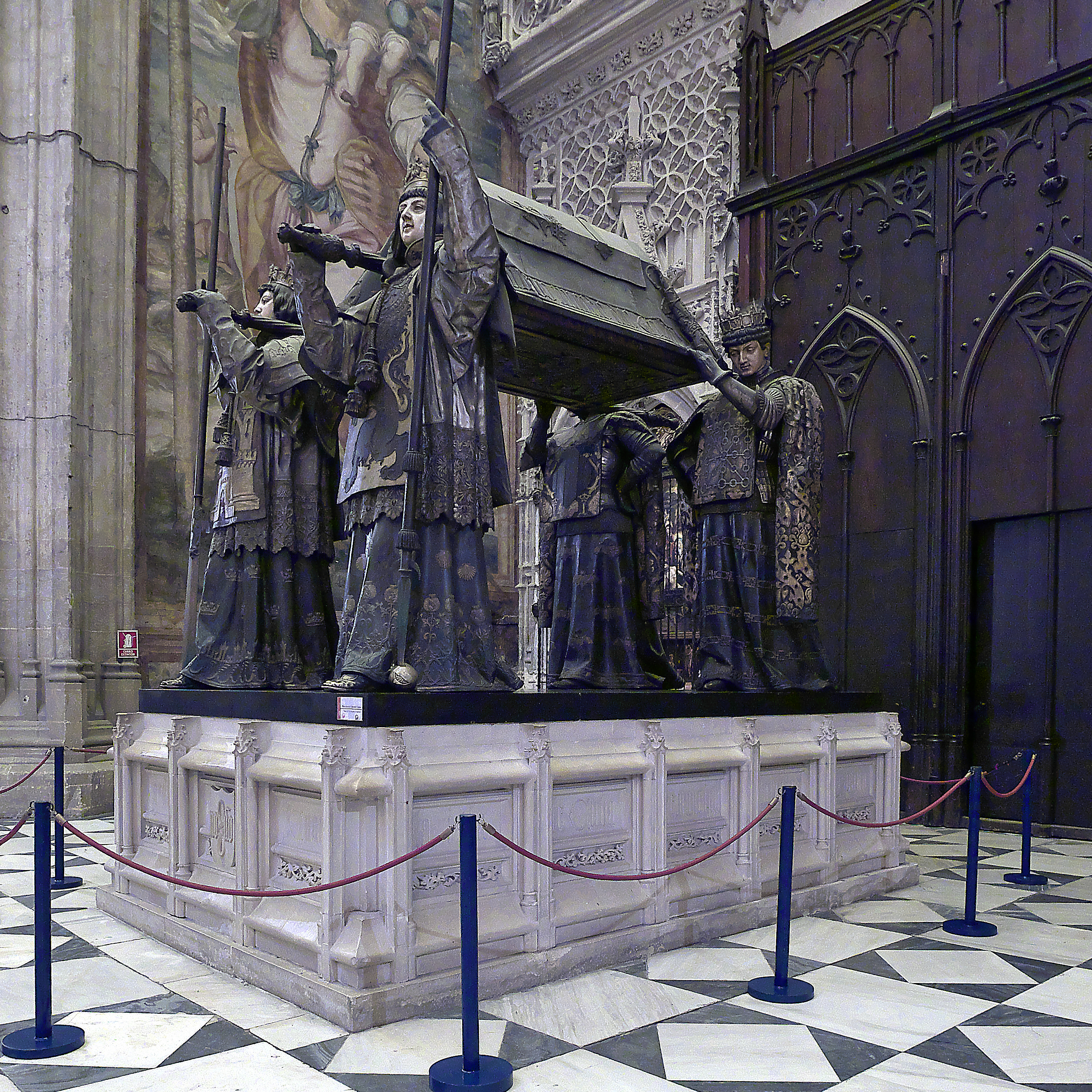
Monumento funerario de Cristóbal Colón. Catedral de Sevilla

- Tumba de Cristóbal Colón, 1891 en la catedral de Sevilla. En bronce policromado. Un modelo de pequeño formato, elaborado en cera pintada, se exhibe en el Museo del Prado de Madrid .
- Monumento a Colón en la plaza de Colón de Madrid (1885).

### Pintura
- Biblioteca del Palacio de las Cortes de España.
- Pinturas del Teatro del Ateneo.
- Despacho de la Subsecretaría del Ministerio de Hacienda.
- Palacio Bauer de la calle de San Bernardo de Madrid.
- Pinturas de la fachada de la Casa de la Panadería en la Plaza Mayor de Madrid
- Pinturas del Salón de los Continentes y de la Sala de las Abejas del Palacio de Zurbano en Madrid.

### Arquitectura
En Toledo, construyó en estilo neomudéjar el edificio de la Escuela de Artes y Oficios y restauró (y, en muchos casos reconstruyó) el convento de San Juan de los Reyes, cuyos dos claustros estaban destruidos desde la Guerra de la Independencia.